# پارک سونگ-سو
پارک سونگ-سو (انگلیسی: Park Sung-soo؛ زادهٔ ۱۹ مهٔ ۱۹۷۰) کماندار اهل کره جنوبی است.